# Dome Peak
Dome Peak (englisch Kuppelgipfel) ist ein stark vergletscherter Berg in der nördlichen Kaskadenkette im US-Bundesstaat Washington. Er liegt im Mount Baker-Snoqualmie National Forest, nur knapp außerhalb des North-Cascades-Nationalparks. Er liegt vollständig im Wildnisschutzgebiet Glacier Peak Wilderness, der strengsten Klasse von Naturschutzgebieten in den USA.
Der Dome Peak bildet das südliche Ende der Ptarmigan Traverse, einer Bergwanderroute vom Skagit River über den Cascade Pass im Nationalpark bis ins Einzugsgebiet des Lake Chelan, die eine historisch wichtige Verbindung der einheimischen Indianer von der Küste ins Landesinnere aufnimmt.
Wie die ganzen nördlichen Kaskadenkette ist Dome Peak kaum erschlossen, es gibt keine Straßenverbindung in die Nähe des Berges, so dass ein langer Anmarsch erforderlich ist. Diese Abgeschiedenheit und die Höhe machen den Berg schwer zugänglich, weswegen er ein eher seltenes Ziel der Bergsteiger in der Kaskadenkette ist.

## Gletscher
- Chickamin Glacier
- Dana Glacier
- Dome Glacier